# Swarzów
Swarzów – wieś w Polsce, położona w województwie małopolskim, w powiecie dąbrowskim, w gminie Olesno.
| SIMC    | Nazwa      | Rodzaj    |
| ------- | ---------- | --------- |
| 0825574 | Dębnik     | część wsi |
| 0825580 | Zakarczmie | część wsi |
| 0825597 | Zakopane   | część wsi |
| 0825605 | Zarzecze   | część wsi |

W latach 1975–1998 miejscowość administracyjnie należała do województwa tarnowskiego.